# جاچینتو فاکتی
جاچینتو فاکتی (به ایتالیایی: Giacinto Facchetti) بازیکن سابق فوتبال اهل ایتالیا بود. وی در تاریخ ۴ سپتامبر ۲۰۰۴ به علت ابتلا به سرطان لوزالمعده در سن ۶۴ سالگی درگذشت.

## تیم ملی

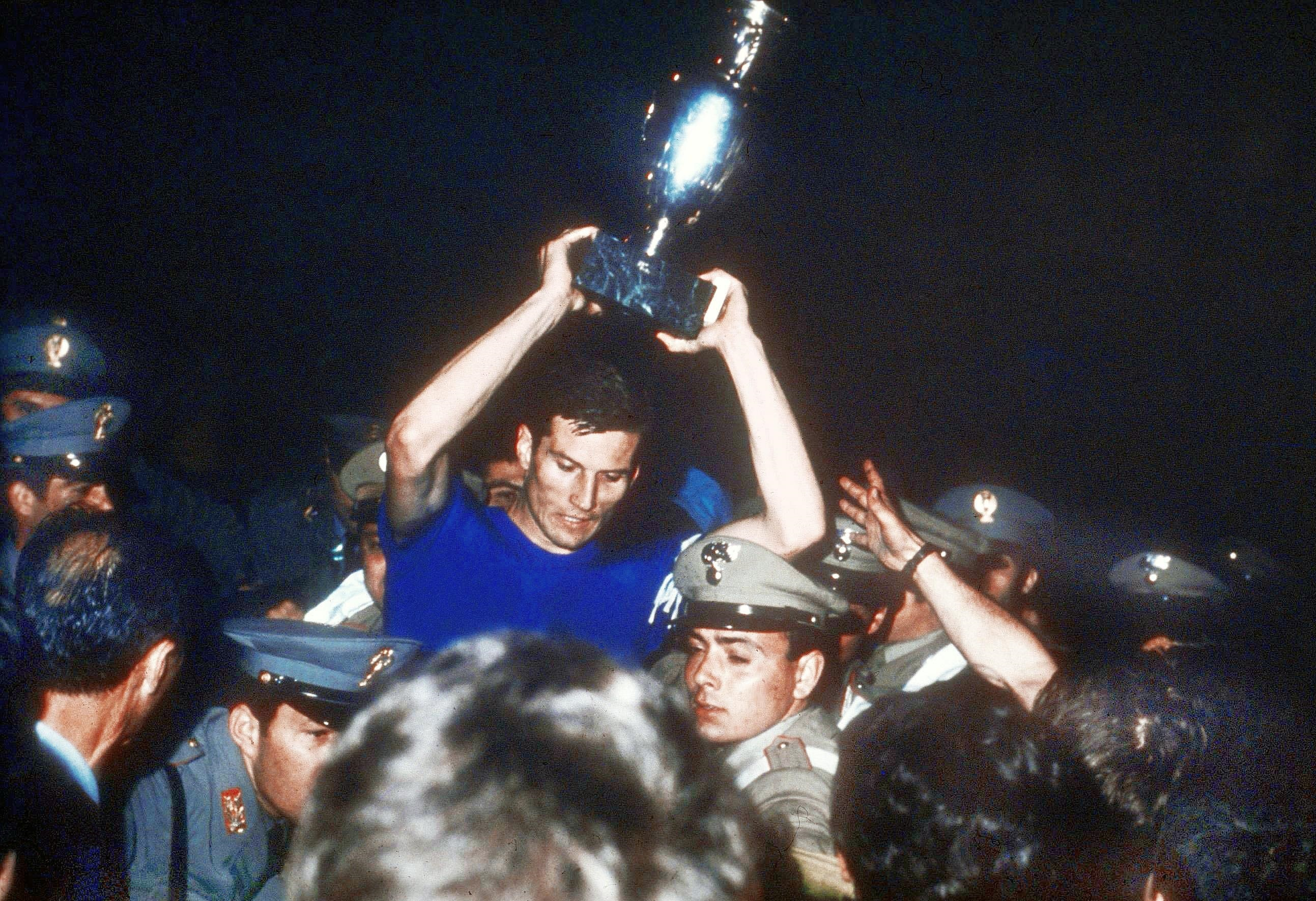
جاچینتو فاکتی در سال ۱۹۶۸

از سال ۱۹۶۳ میلادی عضو تیم ملی فوتبال ایتالیا بوده و در ۹۴ بازی ملی حضور داشته‌است. او در بازی‌های ملی‌اش ۳ گل به ثمر رساند.
جیاچنتو فاکتی آخرین بازی ملی خود را در سال ۱۹۷۷ میلادی انجام داد. در سال ۲۰۰۴ به ریاست باشگاه اینترمیلان منصوب شد اما بعد از مرگ ناگهانی او در سال ۲۰۰۶ باشگاه تصمیم گرفت تا به افتخار او شماره ۳ را بایگانی کند. مهمترین دستاوردهای او جام ملت‌های اروپا (۱۹۶۸)که با بازوبند کاپیتانی نیز همراه بود و جام باشگاه‌های اروپا (۶۴–۱۹۶۳و۶۵–۱۹۶۴) می‌باشند همچنین در جام جهانی فوتبال ۱۹۷۰ با بازوبند کاپیتانی در تیم ملی ایتالیا حضور داشت و به مقام نائب قهرمانی رسید . جاچینتو فاکتی باوجود اینکه پست اصلیش مدافع بود ولی توانایی خاصی در گلزنی داشت بطوریکه تعداد گل‌های او در فصل ۱۹۶۵-۱۹۶۶ به عدد حیرت‌آور ۱۲ در عرض ۴۰ بازی رسید. نام او در فهرست فیفا ۱۰۰ قرار دارد.او در مجموع ۶۳۴ بازی با پیراهن اینترمیلان انجام داد و ۷۵ گل به ثمر رساند که تعداد بازی‌های او برای اینترمیلان و تیم ملی فوتبال ایتالیا در آن زمان یک رکورد محسوب میشد.